# Synagogue de Hersfeld (1896-1938)

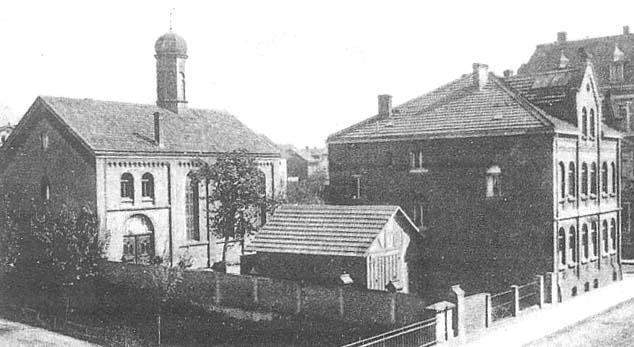
La synagogue au second plan. Au devant l'école juive

La synagogue de Hersfeld ou synagogue de Bad Hersfeld était le lieu de prière des Juifs de la ville d'Hersfeld avant la Seconde Guerre mondiale. La synagogue a été détruite deux jours avant la nuit de Cristal où les nazis ont incendié la plupart des synagogues et lieux de prière juif en Allemagne et en Autriche.
Bad Hersfeld est une ville allemande dans le Land de Hesse, district de Cassel, arrondissement de Hersfeld-Rotenburg. Située sur la rive gauche de la Fulda, à 65 km au sud de Cassel et 40 km au nord de Fulda, elle compte actuellement un peu plus de 30 000 habitants. Initialement dénommée Hersfeld, la ville n'a pris son nom actuel qu'à partir de 1949.

## Histoire de la communauté juive

### La communauté au Moyen Âge
Une communauté juive existe à Hersfeld dès le Moyen Âge. L'empereur Charles IV autorise en 1347 l'abbé de Hersfeld Johann à accueillir des Juifs dans la ville. Certains d’entre eux s’installent alors en ville. Cependant, ils sont victimes de la persécution des Juifs lors de l'épidémie de peste de 1348-1349. L'abbé Johann confisque alors leurs biens. Mais dès 1362, les Juifs se réinstallent dans la ville. En 1378-1379, au moins trois hommes juifs adultes habitent à Hersfeld, et en 1380, au moins quatre hommes et une femme. Les familles juives vivent principalement des revenus du commerce de l'argent et des transactions de prêts sur gages. Les abbés de Hersfeld détiennent le droit de protection et d'imposition. Ils délivrent de soi-disant lettres de protection d’une durée de deux à huit ans aux familles juives qu’ils accueillent. Les documents relatifs aux admissions (délivrance ou prolongation de lettres de protection) ont été conservés jusqu'au début du XVIe siècle (plus récemment de 1504 à 1508).
Bien que l'on ignore la raison de l'expulsion des Juifs de la ville, à l'exception de séjours de courte durée dans la seconde moitié du XVIIe siècle (1665, 1679), aucun Juif ne vit à Hersfeld jusqu'au XIXe siècle.

### La communauté moderne
Au XIXe siècle, pour la première fois depuis le Moyen Âge, trois familles juives s'installent à Hersfeld alors partie du royaume de Westphalie (1809-1810) membre de la confédération du Rhin. En 1827, on compte 31 résidents juifs. En 1852, ce nombre tombe à 7; En 1861, il ne reste plus qu’un seul juif dans la ville. À partir de 1866, les Juifs obtiennent le droit illimité de s’installer dans la ville et de nombreuses familles juives des « villages juifs » de la région en profitent pour déménagé à Hersfeld: les familles Goldschmidt de Raboldshausen; les familles Hahn, Klebe, Wetterhahn et Stern de Rhina ; la famille Nußbaum de Niederaula; la  famille Wertheim de Breitenbach am Herzberg. Initialement, les familles qui déménagent à Hersfeld appartiennent toujours à la communauté juive de Niederaula. De nombreux juifs venus s'installer à Hersfeld avaient initialement un droit de cité dans d'autres localités.
La création d'une communauté juive indépendante à Hersfeld est approuvée par les autorités le 1er janvier 1877 et achevée l'année suivante. Le nombre de résidents juifs évolue comme suit après 1866: en 1871 76 membres de la communauté juive, soit 1,1% du nombre total de 6 438 résidents; en 1880: 143, soit 2,0% des habitants de la ville; en 1885, 190 soit 2,6% d'un total de 7 262 résidents; en 1895, 187 soit 2,5%; en 1905, 300 soit 3,5% sur un total de 9 613 habitants; en 1910 on atteint 325 habitants juifs représentant 3,3% de la population totale de 11 410 habitants. Les premiers chefs de famille juifs immigrés gagnent leur vie comme marchands de bétail, ou comme bouchers, et seul l'un d'eux possède un commerce d'antiquités. Plus tard, ils ouvrent des ateliers d'artisanat, des magasins de détail, de négoce de bétail et de chevaux, un atelier de vernis et de peinture et une pharmacie. L'activité de banque privée de Jakob Hahn existe depuis 1895 et, peu après, ouvrent deux cabinets de soins dirigés, entre autres, par des médecins juifs.
En termes d'équipements, la communauté juive dispose d'une synagogue, d'une école primaire juive depuis 1877-1878 et probablement d'un bain rituel et d'un cimetière. L'école primaire juive est fondée à l'instigation du rabbin Dr. Michael Cahn de Fulda. Moses Nußbaum (1855-1929,) de Zeitlofs y est professeur de 1878 jusqu'à sa retraite en 1920. En 1879, il enseigne à 19 élèves et en 1897 et en 1912 à 51 élèves, garçons et filles. En 1919, le nombre d'élèves tombe à 26. Le successeur de Nußbaum pendant seulement deux ans et demi est Isidor Landsberg qui meurt 1923. Chajim Emanuel de Fulda devient l'enseignant à Hersfeld à partir de 1923. En 1927, l'école compte encore 23 élèves. La communauté juive de Hersfeld dépend du rabbinat de district de Fulda.

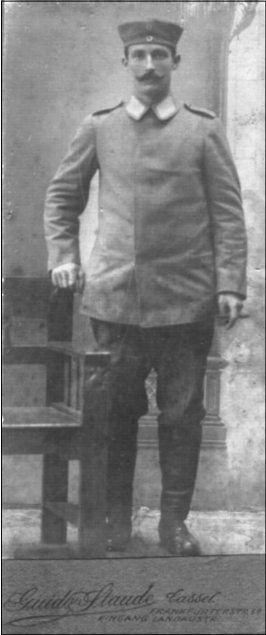
Sally Nußbaum, fils de l'enseignant Moses Nußbaum, tué en 1916 près de Verdun

Les hommes juifs de Hersfeld participent à la guerre franco-allemande de 1870-1871 ainsi qu'à la Première Guerre mondiale. Au cours de cette dernière, la communauté juive de Hersfeld perd au front, ou des suites de leurs blessures, 13 de ses membres, dont le fils de l'enseignant Nußbaum tué près de Verdun: 
« Une souffrance indicible s'est installée dans la maison de notre vénéré professeur, Monsieur Nußbaum ici présent. Avec lui, toute la communauté pleure la perte de son fils plein d'espoir, le professeur principal Sally Nußbaum, qui, à l'âge florissant de 28 ans, est mort héroïquement pour la patrie sur les champs de bataille ensanglantés. La description des vertus de ce pieux héros est réservée à une autre plume. Que le Tout-Miséricordieux réconforte les parents et les frères et sœurs endeuillés. Que son âme soit liée dans l'alliance de la vie. »
Au cours de l'été 1925, un mémorial aux morts est inauguré à Hersfeld, sur lequel sont également inscrits les soldats juifs tombés au combat.
Devant la montée de l'antisémitisme, propagé par le politicien et prédicateur Adolf Stoecker, le haut gouvernement royal de Cassel apporte son soutien à la communauté éducative juive. L'enseignant Nußbaum rédige un article dans la revue Der israelit: 
« À une époque où les graines empoisonnées de la haine des Juifs de Stöcker menacent de germer partout, chaque personne noble et en particulier chacun de nos coreligionnaires doit être rempli d'une grande joie et d'une noble satisfaction en apprenant que nos autorités désapprouvent fermement les activités ignobles des antisémites et prennent les mesures appropriées pour retirer le sol de cette semence pernicieuse. Lors de la conférence des enseignants locaux qui a eu lieu ici aujourd'hui, le surintendant, l'inspecteur Dr. Vial, qui présidait la conférence, a lu un décret du gouvernement royal de Cassel dont le contenu était le suivant: Le Haut Gouvernement Royal a appris que des écoliers chrétiens se moquaient et ridiculisaient souvent publiquement des écoliers israélites ainsi que des Israélites adultes. Par ailleurs, il n'a pas échappé à l'attention du Haut Gouvernement Royal que certains enseignants, en violation grave de leur fonction, encouragent leurs élèves à commettre ces méfaits en tenant des propos inconvenants. C'est pourquoi le Haut Gouvernement Royal charge les inspecteurs scolaires de district d'informer les enseignants de leur district lors de la conférence qui aura lieu que le Haut Gouvernement Royal considère qu'un tel comportement de la part des enseignants est hautement anti-pédagogique et le désapprouve fortement. L'enseignant a au contraire le devoir de punir sévèrement tout cas d'insultes et de moqueries de ce type et d'habituer ses enfants à tolérer et à respecter les autres croyances par une instruction appropriée. »

### De l'entre-deux-guerresà la période nazie
Vers 1925, alors que la communauté juive compte environ 400 membres, soit 3,64 % d'un total d'environ 11 000 habitants, le président de la communauté est Max Blumenfeld, A. Emanuel est l'enseignant et le hazzan (chantre), A. Dreyfuß le shohet (abatteur rituel) et K. Katz le gabbaï (serviteur de la synagogue). Le professeur Emanuel donne aussi des cours de religion aux élèves juifs dans les écoles publiques de la ville. Dans l'école primaire israélite, 25 enfants reçoivent une instruction religieuse en 1925, et 27 en 1932, auxquels s'ajoutent 14 enfants étudiant dans les écoles publiques.
De nombreuses associations juives aident les moins favorisés: la Chewro Gemillus chassodim, fondée en 1877 a pour objectif d'aider les nécessiteux. Son président est Max Blumenfeld et compte 19 membres en 1932; La Chewro Ahawas Emeß, fondée en 1883, a aussi pour objectif de soutenir les nécessiteux. Son président est Louis Goldschmidt remplacé en 1932 par Elias Stern; l'association Aurach Chajim, fondée en 1894, pour soutenir les personnes dans le besoin. Son président en 1932 est M. S. Nußbaum et compte 20 membres; la Israelitische Frauenverein (Association des femmes israélites), dirigée en 1932 par M. Levi et Julie Oppenheim, puis par J. Oppenheim seule à partir de 1932. En 1919, se crée l'association locale du Reichsbund jüdischer Frontsoldaten (Fédération du Reich des soldats juifs du front).
En 1932, le nombre de membres de la communauté juive est tombé à 360. Le président de la communauté est Max Blumenfeld avec comme vice-présidents Josef Bacharach et Jakob Levi.

### La période nazie
De nombreuses agressions contre les Juifs ont lieu même avant l'arrivée au pouvoir d'Hitler: 
« Dans la ville voisine de Hersfeld, quatre voyageurs juifs en provenance de Francfort ont été attaqués par un groupe de SA et violemment tabassés avec des coups-de-poing américains et des couteaux.  »
En 1933, à l'arrivée au pouvoir d'Hitler, la communauté juive de Hersfeld compte encore 273 membres.
Les nazis locaux imposent à la population juive de Hersfeld de signer volontairement une lettre indiquant qu'ils sont bien traités et qu'ils demandent aux Juifs à l'étranger d'arrêter leur campagne de boycott des produits allemands. Le journal local Hersfelder Zeitung pronazi écrit: 
« Hier, à Hersfeld, ... en raison de l'incitation à la haine contre l'Allemagne menée à l'étranger, notamment par les Juifs, de la propagation d'atrocités totalement inventées et des mesures de boycott décrétées, une action de défense a été prise spontanément. Les citoyens israélites locaux ont été sortis de leurs maisons par des camarades SS et SA et conduits au Hessischer Hof. Là, le chef SS Gunst a prononcé un discours devant les juifs rassemblés, ... Ensuite, les Juifs ont été emmenés vers la place du marché en une procession fermée par les SS et les SA, portant de nombreuses pancartes invitant la population à éviter les magasins juifs. Le chef de la section locale Kunde et le chef SS Gunst se sont de nouveau adressés aux Juifs ... ... Les habitants juifs ont finalement signé volontairement la résolution suivante :
Nous, les juifs de Hersfeld, nous nous opposons avec indignation aux mesures de boycott et à la propagande juive d’atrocités à l’étranger. Nous ne pouvons que confirmer que le soulèvement national s'est déroulé de manière ordonnée et tout à fait disciplinée. Nous, résidents juifs de Hersfeld, n'avons pas du tout été traités différemment. Nous demandons à tous les Juifs de l'étranger de s'abstenir de leurs actions répréhensibles envers le peuple allemand, dans l’intérêt de la communauté juive.  »
Après 1933, une grande partie des membres de la communauté juive déménage ou émigre en raison de la privation croissante de leur droit civiques, du boycott économique, des représailles ainsi que des articles violemment antisémites dans le journal local Hersfelder Zeitung. 54 personnes réussissent à émigrer aux États-Unis, 6 en Amérique du Sud, 17 en Palestine, 11 en Angleterre, 10 aux Pays-Bas et 83 personnes ont annoncé leur départ pour Francfort-sur-le-Main. Deux jours avant le la nuit de Cristal du 9 au 10 novembre 1938, des actions ont eu lieu contre les habitants juifs et les institutions de la communauté juive de Hersfeld. Le soir du 8 novembre 1938, des groupes d’émeutiers nazis défilent dans les rues. Les Juifs sont maltraités, les fenêtres de leurs maisons et de leurs magasins sont brisées, la synagogue et l'école juive sont pillées et incendiées. En 1938, l'école juive comptait encore cinq élèves. En 1939, il ne reste plus que 22 Juifs à Hersfeld. Les derniers Juifs de Hersfeld sont déportés en décembre 1941 dans le cadre de trois trains de déportation du nord de la Hesse vers le ghetto de Riga. Ils seront envoyés vers le camp d'extermination de Majdanek près de Lublin, en mai 1942 ou vers Theresienstadt en septembre 1942.
Le mémorial de Yad Vashem de Jérusalem et le Gedenkbuch - Opfer der Verfolgung der Juden unter der nationalsozialistischen Gewaltherrschaft in Deutschland 1933-1945 (Livre commémoratif – Victimes des persécutions des Juifs sous la dictature nazie en Allemagne 1933-1945) répertorient 117 habitants juifs nés, ou ayant vécu longtemps à Bad-Hersfeld parmi les victimes juives du nazisme.

## Histoire de la synagogue

### Construction de la synagogue
Au Moyen Âge, une Judenschul (synagogue) est mentionnée en 1330 et 1355; en 1371 on localise la Judenhuse und Schulhove et en 1471 la Judenhusß und Schulhoff, c'est-à-dire la maison des juifs et la cour de l'école, un ensemble qui avec la synagogue est situé dans la Breiten Gasse (rue large), la principale rue de circulation et de marché, également habitée par des chrétiens.
Au XIXe siècle, les services religieux sont d'abord suivis à Niederaula, ville distante d'environ 10 km, et peu après, en 1866, il est possible qu'une salle de prière ait été disponible dans l'une des maisons privées juives de Hersfeld. À partir de 1877, une salle de prière est installée dans une maison de la Untere Frauengasse.
La synagogue est construite en 1895-1896 au 1 Vogelgesang selon les plans du bureau d'architectes Erhard de Hersfeld, et la construction est confiée à l'entreprise Heinrich Schulz située dans la Bahnhofstraße. La synagogue est inaugurée solennellement le 24 juin 1896.

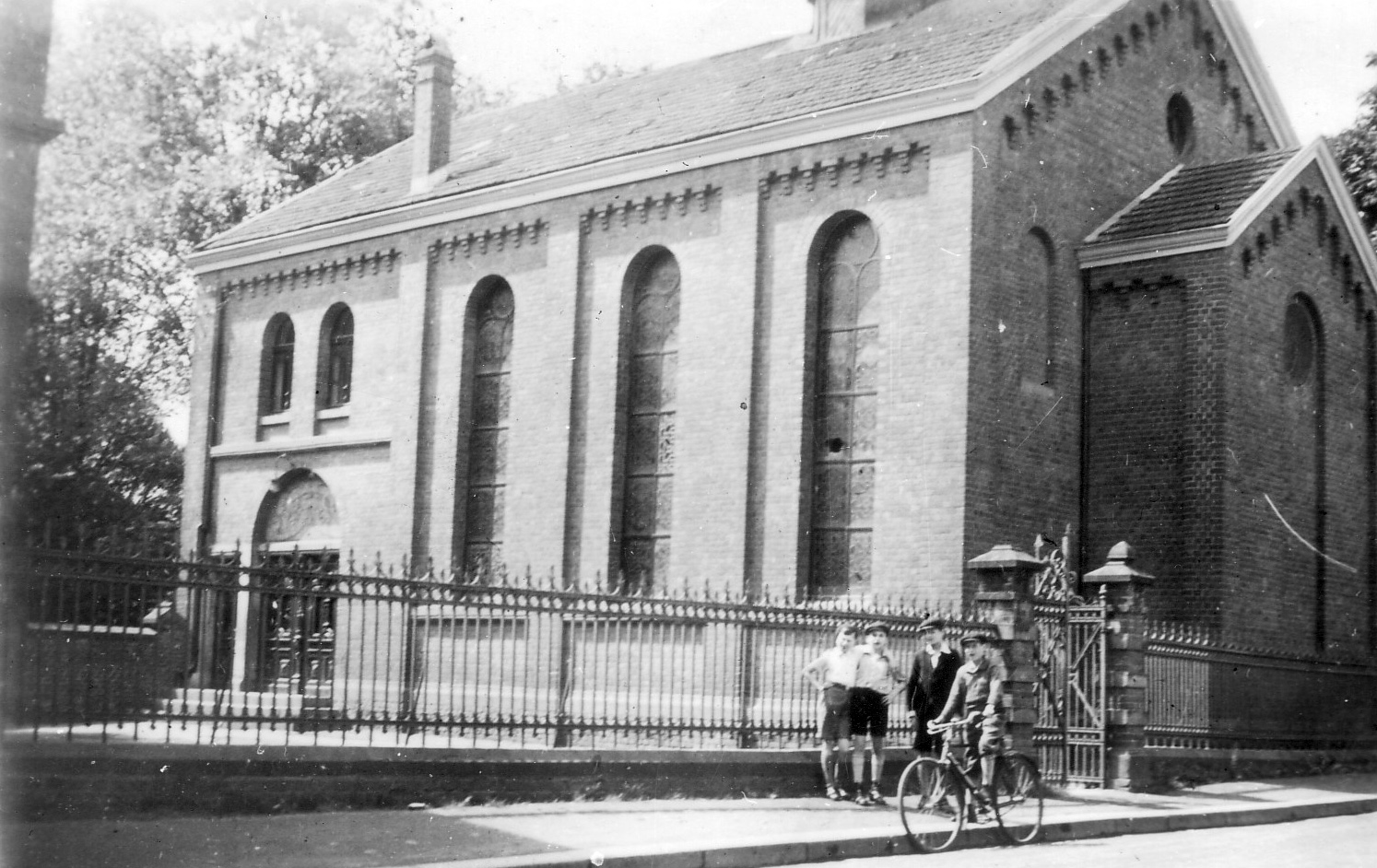
Vue de ma synagogue côté sud (vers 1920)

### Description de la synagogue
Un des impératifs fixés à l'architecte est que l'Arche Sainte où se trouvent les rouleaux de la Torah soit située à l'Est et qu'après le lever du soleil, les rayons du soleil tombent sur les visages des hommes assis dans la salle de prière au rez-de-chaussée. Les femmes prennent place dans deux galeries situées au premier étage le long des façades latérales du bâtiment.
On pénètre dans la synagogue par un portail à deux battants. On accède tout d'abord dans le vestibule, qui s'étend sur toute la largeur du bâtiment et d'où deux portes donnent accès à la pièce principale, la salle de prière, et à la cage d'escalier. L'escalier permet d'accéder aux galeries des femmes. La salle de prière est dominée par la bimah, et par le pupitre de lecture situés au centre de la salle de prière et éclairés par un grand chandelier suspendu. Les formes typiques de l'Orient n'apparaissent dans la synagogue que dans l'abside sur le mur Est où se trouve l'Arche Sainte et dans les ouvertures de l'attique recouvertes d'un parement. Comme dans le style roman, la synagogue de Hersfeld est dotée de fenêtres à arc en plein cintre. Pour la maçonnerie, le choix s'est porté sur de la brique rouge moderne, qui a l'avantage d'être fabriquée sur place. L'axe longitudinal de la synagogue est orienté d'est en ouest, de sorte qu'elle se trouve sur le terrain, perpendiculaire au Vogelgesang.

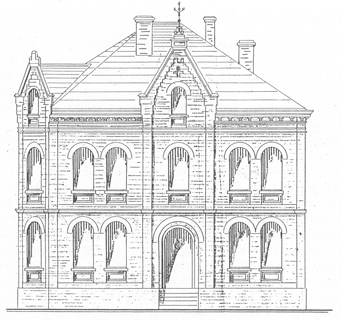
Plan d'architecte de l'école juive (vers 1885)

### L'école juive
En 1898 sont construits juste à côté de la synagogue, une école juive avec un logement pour l'enseignant et un mikvé (bain rituel). Auparavant, un bain rituel était à la disposition de la communauté dans la maison privée de Leib Levi Spangenthal à l'angle de la Stammengasse et de la Klausstraße, maison qui a été démolie en 1910 pour la rectification et l'élargissement du tracé de la rue dans le secteur de l'actuelle Benno-Schilde-Straße.
Lorsqu'il n'y avait pas encore de communauté juive à Hersfeld et qu'aucun enseignant juif n'avait été engagé, les enfants fréquentaient des écoles publiques. Le 1er janvier 1878, l'enseignant juif Moses Nussbaum est engagé car le nombre d'enfants augmente rapidement. Il enseigne d'abord au 8 Untere Frauenstraße puis au 7 Rittergasse où on met à sa disposition une salle à des fins d'enseignement. Après l'inauguration de la synagogue, les cours ont alors lieu dans la synagogue elle-même. En avril 1895, les anciens de la communauté, Levi Stern et Levi Löwenberg, demandent au maire un permis de construire une école au 3 Vogelgesang.
Celui-ci est refusé dans un premier temps, et le 23 novembre 1895, le maire reçoit une nouvelle demande de construction. Cette demande est également rejetée. Malgré cela, le 11 juin 1896, quelques jours avant l'inauguration de la nouvelle synagogue, la communauté juive fait paraitre une annonce dans le journal Hersfelder Zeitung indiquant qu'il est prévu de construire une nouvelle école avec un logement et des annexes. Cette école est inaugurée le 3 aout 1898. Comme la synagogue, l'école est maçonnée en briques rouges et possède également des fenêtres à arc en plein cintre de style néo-roman. Au premier étage se trouve le logement de fonction pour l'enseignant, au deuxième le grenier. Les salles de classe et les vestiaires pour 56 élèves se trouvent au rez-de-chaussée, tout comme les toilettes, les vestiaires et les locaux de nettoyage pour les utilisateurs du bain rituel. Au sous-sol, se trouvent des réserves pour le stockage des aliments, le chauffage, les installations techniques et les matériaux de chauffage. A côté de l'école se trouve un petit bâtiment de service qui abrite les toilettes pour les élèves et un local pour un corbillard.

### La vie de la synagogue
La synagogue devient pendant 44 ans, le centre cultuelle et culturelle de la communauté juive d'Hersfeld.
En novembre 1924, la synagogue est cambriolée et les objets rituels sont profanés. Les auteurs, des nationalistes membres du mouvement clairement antisémite du Jungdeutscher Orden (Ordre des Jeunes Allemands), sont arrêtés peu après,: 
« Dans la nuit de mercredi à jeudi, un cambriolage et un vol des plus ignobles ont été commis dans la synagogue locale. Les auteurs se sont introduits dans la propriété de la communauté israélite en détruisant la palissade du jardin du dépôt de charbon H. Reuß, Vogelgesang. Les deux grands vitraux de la synagogue ont d'abord été endommagés, puis le troisième vitrail a été complètement démoli afin de pouvoir accéder à l'intérieur de la synagogue. Non contents de cela, les voyous sont entrés dans la synagogue, se sont emparés de l'arche d'alliance sacrée (= sanctuaire de la Torah) et ont dérobé le grand rideau fixé à l'armoire sacrée et orné de broderies précieuses, qui a ensuite été jeté dans la Fulda. Afin d'effacer les traces de leur acte répréhensible, les auteurs ont jeté dans la Geis un banc qui se trouvait dans le jardin et qui avait servi à l'exécution de leur acte. Immédiatement après la découverte du crime, la police judiciaire locale a été alertée et, au vu des empreintes encore fraîches et bien marquées dans le sable du jardin, elle a suivi une piste précise, qui a ensuite conduit à l'arrestation des auteurs vers 11 heures du matin. Il s'agit de: 1/ Paul Götting, commerçant à Hersfeld…; 2/ Ernst Thielow, de Niederaula, fils du forestier Thielow; 3/ Reinmüller de Friedewald…; 4/ Erich Götze de Hersfeld…. Comme on l'a appris, les auteurs de cet acte de brutalité populiste, à l'exception de la première personne mentionnée, sont des membres de Jungdeutscher Orden (Ordre des Jeunes Allemands). »
Les coupables sont condamnés en janvier 1925 à des peines de prison de plusieurs mois:
« Le cambriolage de la synagogue de Hersfeld dans la nuit du 5 au 6 novembre a été jugée le 14 janvier devant le tribunal de Cassel. Les personnes suivantes ont été reconnues coupables de profanation d'église : l'ingénieur E.G. de Hersfeld à 10 mois, l'agent P.G. de Hersfeld à 8 mois, l'employé G.R. de Hersfeld et de l'employé de banque E.T. de Niederaula à 5 mois de prison. »
La synagogue est de nouveau cambriolée en 1930, mais cette fois-ci, le but semble avoir été le vol d'argent, car les voleurs ne se sont attaqués qu'au coffre des offrandes et n'ont rien saccagé d'autre.

### Destruction de la synagogue par les nazis
Dès la prise de pouvoir des nazis, d'autres actions sont menées contre la synagogue. Le 11 mars 1933, le journal Hersfelder Zeitung rapporte : 
« Les drapeaux noir-blanc-rouge qui avaient été hissés ont été retirés de la synagogue et de la maison d'un habitant juif, car le NSDAP y voit une provocation. En plus, certains habitants israélites ont été battus. Dans la synagogue, une vitre a été brisée pendant la nuit par un inconnu et quelques tapis ont été traînés dans la cour. »
Deux jours avant la nuit de Cristal du 9 au 10 novembre 1938, des actions contre la synagogue et l'école juive ont déjà lieu à Hersfeld. Le soir du 8 novembre 1938, des groupes de nazis déchaînés parcourent les rues. Les habitants juifs sont agressés, les fenêtres de leurs appartements et de leurs magasins sont brisées. Les fenêtres de l'école juive sont arrachées, l'intérieur de l'école et le mikvé sont entièrement détruits. La synagogue est incendiée et seuls vont rester les murs extérieurs. Les pompiers ont reçu l'ordre de ne pas intervenir et de se limiter à protéger les maisons voisines.
Le terrain de la synagogue a été reconstruit dans l'après-guerre et est actuellement occupé par un complexe cinématographique. Un mémorial pour la synagogue se trouve en face de l'ancien terrain de la synagogue, le long du mur de la ville:
« Gegenüber dieser Gedenkstätte befand sich die jüdische Synagoge, die am 8. November  1938 von nationalsozialistischen Fanatikern zerstört wurde. Zum 50. Jahrestag dieses  schrecklichen Tages wurde die Gedenkstätte errichtet. Sie soll Mahnung für die Zukunft sein. Kreisstadt Bad Hersfeld.
(En face de ce mémorial se trouvait la synagogue juive, qui a été détruite le 8 novembre 1938 par des fanatiques nationaux-socialistes. Le mémorial a été érigé à l'occasion du 50e anniversaire de cette terrible journée. Il doit servir d'avertissement pour l'avenir. Chef-lieu de district de Bad Hersfeld.) »
Un autre panneau énumère les noms des membres de la communauté assassinés, dont le nombre s'élève à environ 120 personnes.